# Ермак (шхуна, 1870)
«Ермак» — паровая шхуна с парусным вооружением Сибирской военной флотилии Российской империи и Доброфлота. Была задействована для борьбы с браконьерством на Дальнем Востоке России и участвовала в описи берегов Японского, Охотского, Берингово и Жёлтого морей. Однотипная со шхуной «Тунгус».

## Строительство
Шхуна «Ермак» заложена 22 октября (3 ноября) 1869 года на заводе Невский литейный и механический завод Семянникова и Полетики (ныне Невский завод) в Санкт-Петербурге по чертежам корабельного инженера Н. К. Глазырина. За наблюдением за постройкой был командирован капитан-лейтенант И. Г. Рогуля. Также в постройке участвовал назначенный исполняющим обязанности ревизора мичман С. О. Макаров, в то время являвшийся ревизором другой строящейся шхуны — «Тунгус». Шхуна спущена на воду и закончена достройкой на плаву в 1870 году. В этом же году шхуна зачислена в состав Сибирской флотилии России. 17 (29) октября 1870 года великий князь Константин Николаевич сделал смотр судов отправляющихся на Тихий океан — корвет «Витязь», клипер «Изумруд», шхуны «Ермак» и «Тунгус».

## Описание шхуны
Трёхмачтовая брамсельная гафельная парусно-винтовая шхуна с косым парусным вооружением одноимённого типа, водоизмещением 706 тонн. Длина шхуны по сведениям из различных источников составляла от 46,6 до 46,9 метра, ширина — 7,9 метра, осадка 3,3 метра. На шхуне была установлена одна паровая машина завода «Крейтон и К°» (г. Або) мощностью 125 номинальных лошадиных сил, что составляло 360 лошадиных сил и один паровой котёл, в качестве движителя помимо парусов использовался один гребной винт. Шхуна могла развивать скорость до 8,5 узла. Экипаж судна состоял из 67 человек, из которых 7 — офицерский состав и 60 нижних чинов.
Вооружение судна состояло из четырёх 4-фунтовых пушек образца 1867 года.

## История службы
С 5 (17) сентября 1870 года по 11 (23) мая 1871 года совершила переход из Санкт-Петербурга в Николаевск (ныне Николаевск-на-Амуре).
В кампанию 1871 годов шхуна совершала заграничные плавания в Тихом океане. Также Л. П. Елагин во время своей экспедиции 1871—1873 годов проводил астрономические определения пунктов на побережье Японского моря, в том числе c 25 июня (7 июля) 1871 года по 21 ноября (3 декабря) 1871 года с борта шхуны «Ермак» в водах Японского моря и Татарского залива. При этом Л. П. Елагин в звании лейтенанта временно исполнял на шхуне должность вахтенного начальника и старшего штурманского офицера. 
В кампанию 1872 года шхуна совершала плавания в Татарском проливе. В том же году шхуна также приняла участие в переносе военно-морского порта из Николаевска во Владивосток. В этом же году «Ермак» получил постоянную прописку в бухте Золотой Рог. Во время визита в Японию 6 (18) апреля 1872 года в возрасте 29 лет скончался подпоручик корпуса инженер-механиков Николай Владыкин. Его похоронили в Нагасаки в российском некрополе.
В следующем 1873 году выходила в плавания в воды Тихого океана.
Начиная с 1874 года паровые шхуны Сибирской флотилии «Ермак», «Тунгус» и «Алеут» были поставлены для борьбы с браконьерством и наблюдения за соблюдением условий промысла китов, рыбы, северного морского котика и калана иностранными судами у берегов Сахалина, Камчатки, Командорских островов. А также занимались доставкой пассажиров, почты, казённых и коммерческих грузов. В кампанию 1875 года совершала плавания в Тихом океане, Японском море и Татарском проливе. 12 (24) сентября 1875 года командир шхуны капитан-лейтенант А. В. Безумов был отрешён от командования и предан суду за растрату. С 12 (24) сентября 1875 года под командованием уже капитан-лейтенанта Н. М. Вишнякова шхуна выходила в плавания в Японское море и Уссурийский залив.
С началом навигации 1876 года шхуна курсировала между пунктами Японского моря, Татарского пролива и острова Сахалин под командованием Б. К. Де Ливрона. Во время ухудшения отношений с Великобританией, в составе эскадры контр-адмирала О. П. Пузино принимала участие во «Второй американской экспедиции», и с декабря 1876 года по июль 1877 год находилась в Сан-Франциско. В кампанию 1877 года также совершала плавания в Японском море, Татарском проливе и лимане Амура.
В кампанию 1878 года шхуна «Ермак» выходила в плавания в Японское и Китайское моря, Татарский пролив и Тихий океан. При этом в апреле этого года приняла участие в спасении моряков со шхуны «Алеут», оставшихся на зимовку в поселке Сетана, после крушения своего судна 7 (19) ноября 1877 года. Во время переброски экипажа на судно произошел несчастный случай. Лодка, доставлявшая матросов, перевернулась и 12 (по другим данным 13) человек погибли.
В 1879 году шхуна выходила в плавания в Японское море и Татарский пролив, также в кампанию этого года комиссией составленной из офицеров шхуны «Ермак» было выполнено освидетельствование ремонтных работ маяка и технических построек в посту Дуэ.
В кампании 1880 и 1881 годов находилась в заграничном плавании.
С 1882 по 1884 год совершала плавания во внутренних водах. В начале ноября 1882 года начальник Переселенческого управления Южно-Уссурийского края Ф. Ф. Буссе отправил на шхуне «Ермак» к устью реки Суйфун (ныне Раздольная) 17 переселенцев прибывших во Владивосток из Одессы. С 15 (27) июня 1883 года командиру шхуны лейтенанту Н. Н. Гембачеву была назначена пенсия за выслугу 10 лет в Приморской области по 300 рублей в год, а в кампанию следующего 1884 года он был награждён орденом Святой Анны III степени.
С началом навигации 1885 года, шхуна в мае ушла к Находке с 285 переселенцами  следующими к реке Сучан (ныне Партизанская), далее охрана котиковых лежбищ.
В 1886 году находилась в плаваниях во внутренних водах и использовалась для охраны от незаконного промысла китов и сивучей, а также для описи западного берега Сахалина. Один из членов экспедиции, находившийся на шхуне «Ермак», и хотевший исследовать Камень Опасности, писал: «Еще за 1½ мили от камня нам стало очевидным, что скала занята сплошь громадными сивучами. Рев этого громадного дикого стада поразил нас; звери достигали баснословной величины, так что издали казались целыми скалами… Сивучи были величиною около 2 саженей и более… Кроме сивучей, как скала, так и море вокруг камня кишели морскими котиками…».
4 (16) декабря 1887 года шхуна была сдана в порт и передана подконтрольному правительству судоходному обществу Доброфлот. В 1889 году «Ермак» прошел докование на старом Адмиралтействе Владивостока во вновь собранном первом на Дальнем востоке плавучем доке.
В кампании 1891 и 1892 годов совершала плавания во внутренних водах.
27 ноября (9 декабря) 1893 года вновь зачислен в Сибирскую флотилию в качестве транспорта. Под командованием капитана 2-го ранга Г. Г. Кизеветтера «Ермак» занимался снабжением маяков и лоцмейстерской службой у побережья Восточной Сибири.
В кампанию 1895 года совершал плавания во внутренних водах. С 1899 года по 1901 год гидрографические работы в Желтом море.
Впоследствии «Ермак» был переведён в порт Дальний (ныне Далянь) для несения брандвахтенной службы.
Во время русско-японской войны по распоряжению А. А. Бунге на шхуне «Ермак» приготовляли разных размеров индивидуальные пакеты покрытые парафином с антисептическими повязками, которые раздавали участникам боев.
19 декабря 1904 (1 января 1905) года «Ермак» был затоплен в Порт-Артуре перед сдачей крепости японцам.

## Известные люди, служившие на корабле

### Командиры шхуны
Командирами парусно-винтовой шхуны «Ермак» в составе Российского императорского флота в разное время служили:
- 20 октября (1 ноября) 1869—11 (23) мая 1871 капитан-лейтенант И. Г. Рогуля[42];
- 21 мая (2 июня) 1871—15 (27) декабря 1873 лейтенант князь К. Е. Енгалычев[43][44];
- 15 (27) декабря 1873—12 (24) сентября 1875 лейтенант, с 1 (13) января 1874 года капитан-лейтенант А. В. Безумов[45];
- с 12 (24) сентября 1875 года капитан-лейтенант Н. М. Вишняков[46];
- 1876—1879 лейтенант Б. К. Деливрон[47];
- 1880 лейтенант П. И. Колчак[48];
- с 11 (23) мая 1882 года до 1884 года, лейтенант Н. Н. Гембачев[49];
- 1883—1884 Н. Н. Гембачев[50];
- 6 (18) июня 1884—1886 лейтенант Н. Р. Греве[51];
- 1890 капитан 2-го ранга Ф. М. Абаза[52];
- 1893—1894 Г. Г. Кизеветтер;
- 1894—1896 А. Я. Соболев[53][54];
- 1896 капитан 2-го ранга К. Д. Орехов[55];
- с 24 июля (5 августа) 1895 капитан 2-го ранга Н. Р. Баженов[39];
- с 7 (19) февраля 1898 года до 30 марта (11 апреля) 1898 года капитан 2-го ранга А. И. Варнек[56];
- с 30 марта (11 апреля) 1898 года до 12 (24) ноября 1898 года капитан 2-го ранга С. Н. Гаврилов[57];
- 1898—1901 годы капитан 2-го ранга Д. Ф. Юрьев[58];
- с 5 (18) февраля 1901 года до 6 (19) декабря 1902 года капитан-лейтенант И. В. Студницкий[59];
- с 6 (19) декабря 1902 года полковник Корпуса флотских штурманов П. П. Эйхен[60];
- 11.03.1904—26.04.1904 капитан 2-го ранга Н. А. Сакс[61].

### Другие должности
- ??.??.1869—??.??.1870 исполняющий должность ревизора на время строительства мичман С. О. Макаров[3];
- ??.??.1871—??.??.187? ревизор мичман П. И. Пущин[62];
- ??.??.1871—??.??.1872 вахтенный начальник КФШ прапорщик В. И. Егоров[63];
- 21.09.1878—??.05.1879 ревизор мичман Е. Р. Егорьев[64];
- ??.??.1878—??.??.1880 вахтенный офицер мичман К. К. Майет[65];
- 08.05.1882—19.09.1884 старший механик подпоручик а с 16 (28) августа 1882 года поручик Корпуса инженер-механиков флота В. М. Степанов[комм. 2][67];
- 22.02.1885—04.04.1886 вахтенный начальник мичман В. П. Ромашко[32];
- ??.??.1886—??.??.1886 вахтенный начальник лейтенант М. П. Васильев[68];
- ??.??.1886—??.??.1887 вахтенный начальник лейтенант К. К. Майет[65];
- ??.??.1888—??.??.1889 лейтенант А. А. Гинтер;
- ??.??.1892—??.??.1892 вахтенный начальник В. В. Трубецкой;
- ??.??.1892—??.??.1892 вахтенный начальник лейтенант А. А. Горшков[69];
- ??.??.1893—??.??.189? штурман В. А. Фёдоров[38];
- 16.10.1894—14.02.1895 младший штурман лейтенант Ф. В. Раден;
- 10.03.1896—24.04.1896 штурман лейтенант Ф. В. Раден[70];
- ??.??.1898—24.03.1899 старший штурманский офицер мичман Н. М. Белкин[71];
- 24.03.1899—??.??.19?? старший штурманский офицер лейтенант А. А. Корнильев;
- 17.07.1899—09.10.1899 судовой врач коллежский секретарь П. И. Гомзяков;
- ??.??.1900—??.??.1900 мичман Е. А. Малеев.

## Память
В честь шхуны названы несколько географических объектов:
- бухта острова Личаншань в Жёлтом море, которая была описана в ходе экспедиции 1899—1901 годов;
- пролив (ныне Чаншаньдуншуйдао) у острова Личаншань в Жёлтом море, который был обследован в ходе экспедиции 1899—1901 годов;
- мыс на материковом побережье Амурского лимана в Охотском море;
- также в честь шхуны названа улица Ермаковская (ныне Будённовская) во Владивостоке.

## Другие корабли и суда
- «Ермак» — построенная в 1849 году шхуна на которой П. И. Крузенштерн исследовал северный морской путь. Шхуна погибла через 12 лет после спуска во льдах Карского моря.
- «Ермак» — построенный в 1853 году в Бельгии железный буксирный пароход мощностью 100 л. с. для пароходной компании «Польза»[72].
- «Ермак» — построенный в 1898 году ледокол адмирала С. О. Макарова.
- «Ермак» — построенный в 1901 году одновинтовой буксирный моторный катер, ставший первым судном на Амуре построенным как теплоход.
- «Ермак» — построенный в 1974 году дизельный ледокол.
- «Ермак» — одно из первых транспортных судов «Российско-Американской компании».
- «Ермак» — пароход на котором А. П. Чехов плыл по Шилке.